# Tréméven (Côtes-d'Armor)
Tréméven is een gemeente in het Franse departement Côtes-d'Armor (regio Bretagne) en telt 299 inwoners (2004). De plaats maakt deel uit van het arrondissement Saint-Brieuc.

## Geografie
De oppervlakte van Tréméven bedraagt 5,1 km², de bevolkingsdichtheid is 58,6 inwoners per km².

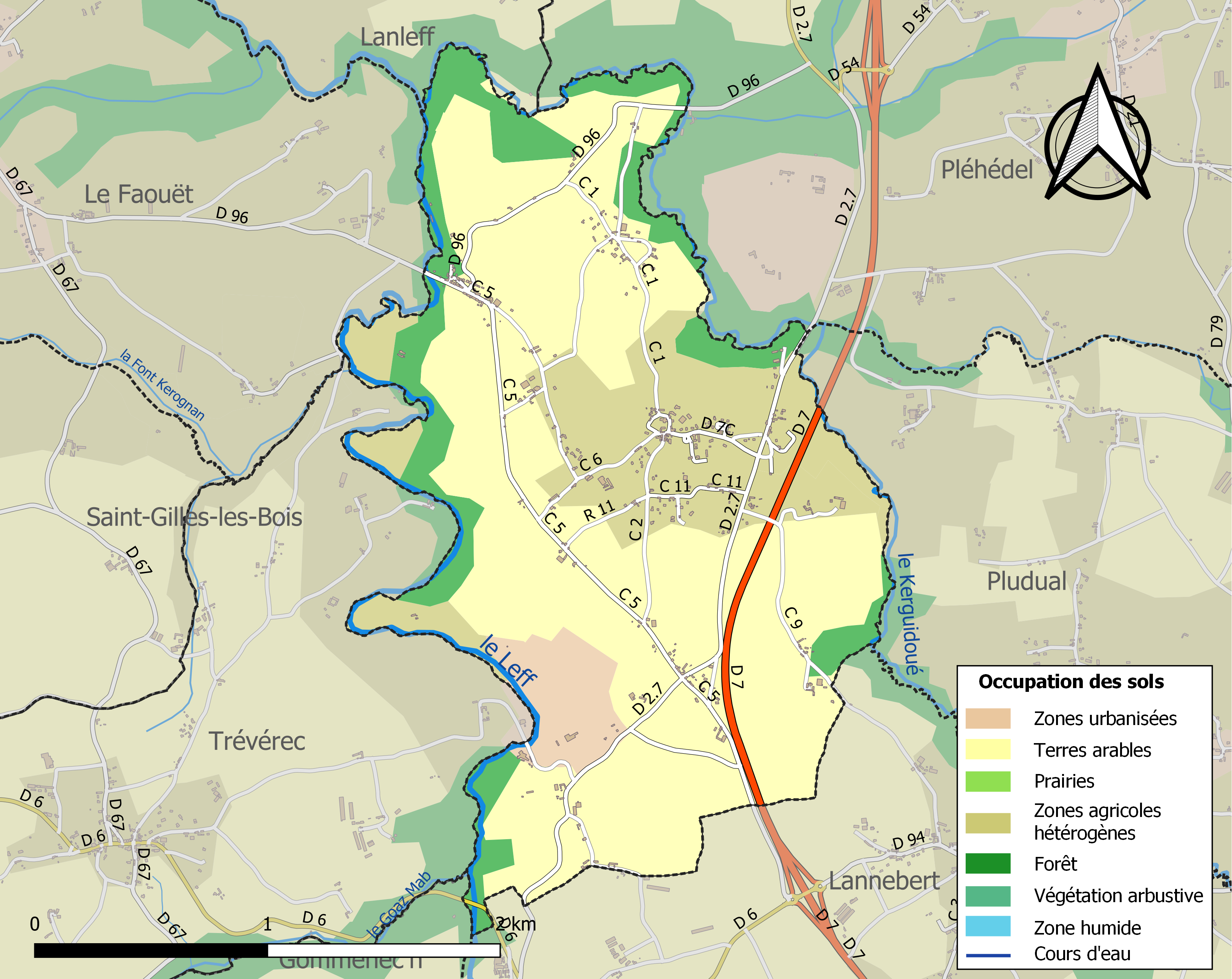
Kaart van de gemeente met de belangrijkste infrastructuur, bodemgebruik en omliggende gemeenten

## Demografie
Onderstaande figuur toont het verloop van het inwonertal (bron: INSEE-tellingen).